# Stanford Moore
Stanford Moore (4. září 1913 Chicago – 23. srpna 1982 New York) byl americký biochemik, nositel Nobelovy ceny za chemii za rok 1972. Obdržel ji společně s Christianem B. Anfinsenem a Williamem Howardem Steinem za studium vztahu mezi strukturou a funkcí biologicky aktivních bílkovin, zvláště enzymu ribonukleázy. Roku 1935 absolvoval Vanderbiltovu univerzitu, doktorát získal na Wisconsinské univerzitě v Madisonu roku 1938. Pak nastoupil do Rockefellerova ústavu, pozdější Rockefellerovy univerzity, kde zůstal po zbytek své pracovní kariéry s výjimkou doby druhé světové války. Profesorem se stal roku 1952.